# Samariscus luzonensis
Samariscus luzonensis är en fiskart som beskrevs av Fowler, 1934. Samariscus luzonensis ingår i släktet Samariscus och familjen Samaridae. Inga underarter finns listade i Catalogue of Life.